# Saint-Bômer-les-Forges
Saint-Bômer-les-Forges är en kommun i departementet Orne i regionen Normandie i nordvästra Frankrike. Kommunen ligger i kantonen Domfront som tillhör arrondissementet Alençon. År 2022 hade Saint-Bômer-les-Forges 1 023 invånare.

## Befolkningsutveckling
Antalet invånare i kommunen Saint-Bômer-les-Forges
| Referens: INSEE |